# Mauvaise conduite
Mauvaise conduite è un film-documentario di Néstor Almendros e Orlando Jiménez Leal sulle persecuzioni degli omosessuali e degli intellettuali nella Cuba castrista dalla Rivoluzione Cubana fino ai primi anni '80. Nel documentario ci sono interviste a varie persone rilevanti della cultura cubana (Lorenzo Monreal, Reinaldo Arenas, Jorge Ronet, Luis Lazo, Rafael de Palet, Jorge Lago). Il documentario riporta tra l'altro testimonianze relative ai campi di lavoro forzato noti come Unità Militari di Aiuto alla Produzione.